# Estrutura de Kalambo
A Estrutura de Kalambo é uma estrutura de madeira do Paleolítico Inferior, da qual foram descobertas duas peças juntamente com outras ferramentas de madeira. Descoberta no local das Cachoeiras de Kalambo, Zâmbia, é atualmente a estrutura de madeira mais antiga conhecida, determinada através da datação por luminescência com uma idade de pelo menos 476.000 anos e anterior a Homo sapiens.

## História da descoberta
As escavações nas Cachoeiras de Kalambo nas décadas de 1950 e 1960 recuperaram artefatos de madeira de possível origem hominídeo, embora o desgaste e outros processos tafonômicos tenham impedido os cientistas de determinar a origem dos artefatos com certeza. A área contém o Sítio Pré-Histórico das Cachoeiras de Kalambo.
A estrutura e as ferramentas acompanhantes foram recuperadas em 2019 no Sítio BLB ao redor do Rio Kalambo. A própria estrutura foi encontrada na área BLB5, localizada abaixo do rio, em associação com artefatos Acheulense. A descoberta foi considerada incomum porque a madeira geralmente não sobrevive por tanto tempo. Geoff Duller, que fez parte da equipe que fez a descoberta em 2019, disse que os níveis elevados de água e o fino sedimento que envolve a estrutura ajudaram a preservar a madeira.

## Descrição
A estrutura consiste em dois troncos de madeira entrelaçados de Combretum zeyheri, com um entalhe que prende um perpendicular ao outro. O tronco menor, com 141,3 centímetros (55,6 pol) de comprimento, tem extremidades afuniladas e um entalhe em forma de U e sobrepõe o tronco maior, que passa pelo entalhe. De acordo com Duller, a estrutura provavelmente teria sido parte de uma plataforma de madeira usada como passarela, para manter alimentos ou lenha secos, ou talvez como base para construir uma habitação. A descoberta pode indicar que os hominídeos que viveram nas Cachoeiras de Kalambo podem ter tido um estilo de vida sedentário, o que poderia desafiar a visão predominante de que os hominídeos da Idade da Pedra tinham um estilo de vida nômade.
O entalhe no tronco superior mostra evidências de ter sido feito através de raspagem e entelagem, com o uso de fogo também sugerido pela espectroscopia de infravermelho. O tronco subjacente mostra evidências de estrias com marcas de corte em forma de V, tanto em seu ponto médio quanto ao longo da extremidade estreitada que passa pelo entalhe, também indicando possível raspagem.
Usando a datação por luminescência, os troncos foram datados em 476±23 kya. A datação por carbono confirmou sua natureza não intrusiva, relatando uma idade superior ao intervalo máximo de 50 kya.
Outro tronco de madeira, com extremidades afuniladas e um entalhe semelhante, já havia sido descrito no Sítio B das Cachoeiras de Kalambo, também do Acheulense, embora não tenha sido conclusivamente identificado como parte de uma estrutura feita por hominídeos na época.
As ferramentas de madeira encontradas juntamente com a estrutura incluem uma cunha e um bastão de escavação. Elas foram encontradas em várias áreas em todo o sítio BLB e são mais jovens que a própria estrutura, datadas entre 390.000 e 324.000 anos atrás.

## Implicações
Arqueólogos como Larry Barham da Universidade de Liverpool, líder da expedição que descobriu a estrutura, acreditam que ferramentas de madeira eram potencialmente ainda mais comuns do que ferramentas de pedra na Idade da Pedra, embora devido à rápida decomposição da madeira no solo, os arqueólogos não pudessem encontrar tais ferramentas. Mencionando a provável coevolução de ferramentas de madeira e pedra, eles relacionam a inovação mostrada pela Estrutura de Kalambo com a posterior invenção da fixação, com várias partes ligadas em uma única ferramenta.
O momento da construção da Estrutura de Kalambo coincide com um período de cobertura florestal da bacia do Rio Kalambo. A equipe de Barham acredita que a alta disponibilidade de recursos no ambiente, um lençol freático permanentemente elevado e a melhoria trazida pela construção de estruturas elevadas acima da planície de inundação criaram um habitat propício para a ocupação sustentada.
A descoberta antecede a aparição do Homo sapiens em mais de 100.000 anos. Como não foram descobertos restos de hominídeos nas Cachoeiras de Kalambo, nenhuma atribuição conclusiva foi feita, embora um crânio de Homo heidelbergensis com 300.000 anos tenha sido encontrado em outro sítio zambiano.